# We Pray
"We Pray" (in hoofdletters geschreven) is een nummer van de Britse rockband Coldplay met de Engelse rapster Little Simz, de Nigeriaanse zanger Burna Boy, de Palestijns-Chileense muzikant Elyanna en de Argentijnse zangeres Tini. Het werd uitgebracht op 23 augustus 2024, via Parlophone in het Verenigd Koninkrijk en Atlantic Records in de Verenigde Staten, als de tweede single van hun tiende studioalbum, Moon Music.  De Spaanse en Arabische versies, met Tini en Elyanna als gasten, werden in september 2024 uitgebracht.
Het lied werd positief ontvangen door muziekcritici. Op commercieel vlak bereikte het de top 10 in Kroatië, Ierland, Libanon en Nieuw-Zeeland, de top 20 in België en het Verenigd Koninkrijk. In België werd het nummer gekozen als MNM Big Hit en bereikte het later een piek op plaats 9 in de Ultratop 50 Singles. "We Pray" debuteerde ook op nummer 87 in de Billboard Hot 100 en werd daarmee de eerste hit van Little Simz, Elyanna en Tini in de hitlijst. Coldplay speelde het nummer tijdens hun Music of the Spheres World Tour en tijdens Saturday Night Live.